# Ailly-sur-Somme
 Ailly-sur-Somme  es una población y comuna francesa, en la región de Picardía, departamento de Somme, en el distrito de Amiens y cantón de Picquigny.

## Demografía
| 2195 | 2368 | 4157 | 3972 | 3505 | 3322 |
| Para los censos de 1962 a 1999 la población legal corresponde a la población sin duplicidades (Fuente: INSEE [Consultar]) |      |      |      |      |      |